# Buslijn 4 Kortrijk-Bissegem
Buslijn 4 in Kortrijk verbindt de eindhaltes Station Kortrijk en Bissegem Tientjesstraat. Op die manier vormt zij een belangrijke verbinding van de binnenstad tot de drukbevolkte deelgemeenten Bissegem.

## Geschiedenis
De huidige stadslijn nummer 4 is een vrij recente buslijn in Kortrijk. Ze ontstond op 1 december 2005. Als gevolg van een herschikking van de bestaande lijnen was er toen geen rechtstreeks verbinding meer tussen het hoofdstation en de wijk Heule Kransvijver (lijn 6 reed vanaf dan immers niet meer de lus doorheen de Kransvijver). Daarom werd een nieuwe lijn 4 opgericht die vanaf het station de Kransvijver te Heule en het station van Bissegem aandoet.
Deze stadslijn 4 rijdt om de 20 minuten.
Vanaf 24 juli 2012 zal deze lijn slechts om de 30 minuten rijden. Sinds 6 januari 2024 en werd de route, de haltes en de kleur van lijn 4 aangepast en is de eindhalte Bissegem Tientjesstraat en vanaf daar rijdt hij door als stadslijn 5 via Heule terug naar Kortrijk.

## Haltes buslijn 4
De buslijn heeft de volgende haltes:
|  |  |   |   |   | Halte                                                               |      |                | Aansluitingen |  |  |
|  |  | o |   |   | busterminal 2 perron 21                                             | NMBS | 40             |               |  |  |
|  |  |   |   |   |                                                                     |      |                |               |  |  |
|  |  |   | o | ↾ | Louis Robbeplein                                                    | 5    | 21224050a50b60 | 501 502       |  |  |
|  |  |   | o | ↾ | Kortrijk Weide                                                      | 5    | 21224050a50b60 | 501 502       |  |  |
|  |  |   |   |   |                                                                     |      |                |               |  |  |
|  |  | o |   |   | Meensepoort                                                         | 5    | 4050a 50b      | 502           |  |  |
|  |  | o |   |   | Begraafplaats                                                       | 40   |                |               |  |  |
|  |  | o |   |   | Zwingelaarstraat                                                    | 40   |                |               |  |  |
|  |  | o |   |   | Bissegem, Land van belofte                                          | 40   |                |               |  |  |
|  |  | o |   |   | Bissegem, Bissegemplaats                                            | 40   |                |               |  |  |
|  |  | o |   |   | Bissegem, Koffiehoekstraat                                          |      |                |               |  |  |
|  |  | o |   |   | Bissegem, Duivekotestraat                                           |      |                |               |  |  |
|  |  | o |   |   | Bissegem Tientjesstraat                                             | 5    |                |               |  |  |
|  |  | o |   |   | gaat verder als stadslijn 5 naar Heule en rijdt terug naar Kortrijk |      |                |               |  |  |

## Kleur
De kenkleur van deze lijn is geel met zwarte letters.